# Comunele României

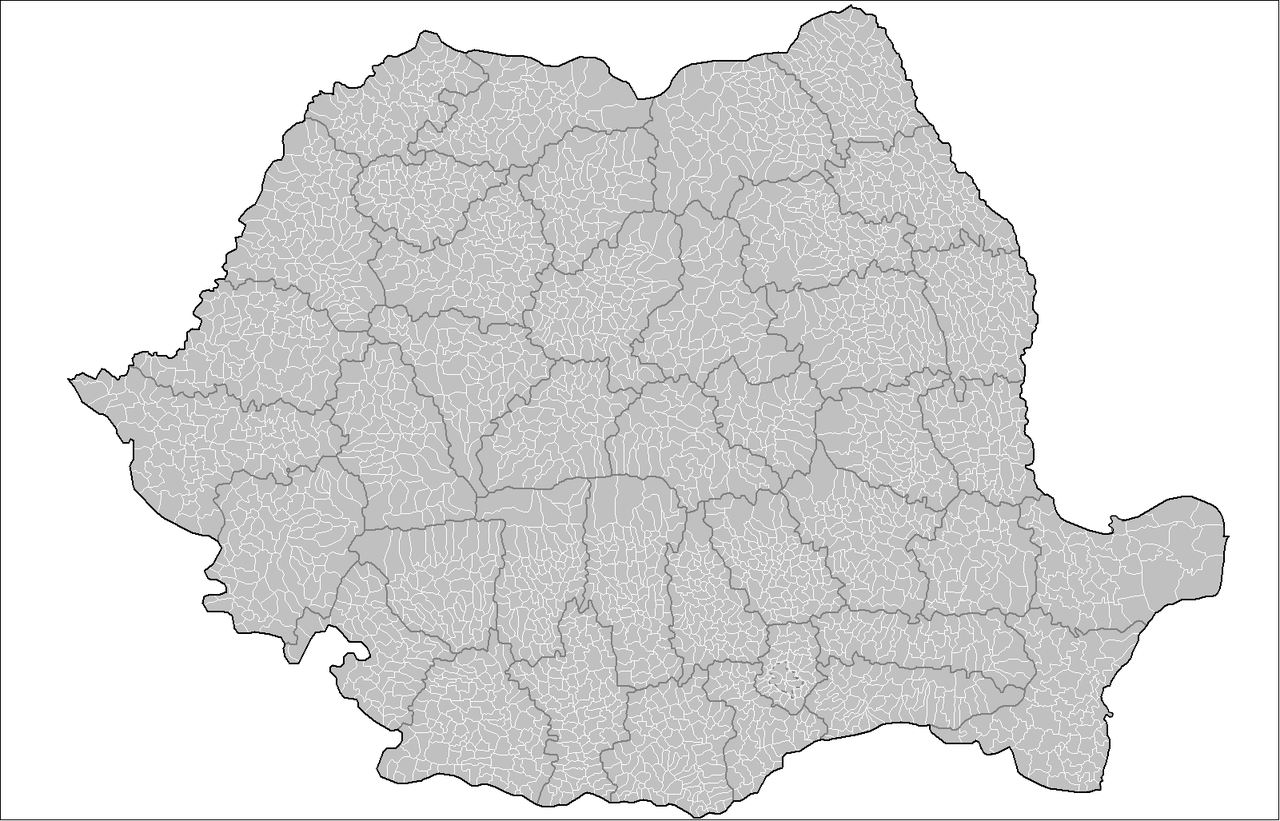
Împărțirea administrativă a României

Comuna (din cuvântul commune din limba franceză; pluralul „comune”) este o unitate de bază administrativ-economică din România, alcătuită din unul sau mai multe sate și condusă de un consiliu local, în fruntea căruia se află un primar. În anul 2018, România avea 2861 de comune.
Pentru înființarea unei comune este necesar ca satele componente să fie legate prin drumuri sau cale ferată și să atingă populația minimă de 1.500 de locuitori, condiții care trebuie îndeplinite și de comuna care rămâne după desprinderea noii comune.
În general comuna poartă numele satului în care se află reședința, dar uneori comuna poartă numele altui sat din componența sa. De exemplu, Comuna Arefu conține satul Arefu, dar are reședința în satul Căpățânenii Pământeni. Există și câteva comune al căror nume doar amintesc de unul din satele componente, cum ar fi Comuna Poșaga sau chiar n-au nicio legătură cu acestea, cum e Comuna Valea Doftanei.
În timp, comunele tind să crească și să devină orașe (exemplu: municipiul Urziceni). Acest fapt este cauzat de dezvoltarea economică și, în unele cazuri, de similaritatea dintre viața la oraș și cea din comunele mai mari.

## Istoric
În Evul Mediu românesc, conceptul de comună nu exista: administrarea satelor nu era unitară, și în general de ele se ocupa proprietarul marii moșii pe care erau așezate; în cazul satelor de țărani liberi, ele erau autoadministrate iar proprietatea pe terenurile aflate în devălmășie era recunoscută de instituția domnească.
Gruparea satelor în comune, cu o structură administrativă unitară, s-a făcut în timpul lui Alexandru Ioan Cuza, care a adoptat Legea Comunală în martie 1864.
După Marea Unire din 1918, provinciile obținute de România de la diverse țări erau foarte diverse, iar conceptele de administrație la nivel de comună erau diferite: comunele ardelene și bănățene, volostele basarabene și comunele Vechiului Regat. Unificarea s-a făcut după o perioadă de experimente și încercări, o formulă stabilă ajungând odată cu regruparea comunelor în 1931, sub administrația lui Nicolae Iorga, după întoarcerea lui Carol al II-lea.

## Comunele din România actuală
În România, în 1996 erau 2.686 de comune cu un total de 13.285 sate, cu o medie de 5 sate pe comună.
Unitatea administrativă de comună a fost legiferată pe teritoriul României în 1864, în perioada Principatelor Unite, după Unirea din 1918 ea fiind extinsă și pe noile teritorii. Legea din 1929 definea comunele ca fiind de 2 tipuri: comune urbane/orașe, respectiv comune rurale. Cele rurale aveau până la 10.000 de locuitori, cele urbane peste. Satele, considerate sectoare ale comunei, erau mici (sub 600 de locuitori) sau mari (peste 600 locuitori).
Odată cu legea reorganizării administrative din 1968 satele devin de 3 feluri: mici (sub 500 locuitori), medii (500 - 1.500 locuitori) și mari (1.500 - 4.000 locuitori) .
| Grupe de comune, după numărul persoanelor cu domiciliul în localitatea respectivă | Numărul comunelor | Numărul total de persoane cu domiciliul într-o astfel de localitate |
| --------------------------------------------------------------------------------- | ----------------- | ------------------------------------------------------------------- |
| Sub 1.000 locuitori                                                               | 94                | 70.025                                                              |
| între 1.000 - 3.000 locuitori                                                     | 1.412             | 2.933.925                                                           |
| între 3.000 - 5.000 locuitori                                                     | 868               | 3.332.756                                                           |
| între 5.000 - 7.000 locuitori                                                     | 326               | 1.887.188                                                           |
| între 7.000 - 9.000 locuitori                                                     | 102               | 808.843                                                             |
| Între 9.000-10.000 locuitori                                                      | 18                | 170.845                                                             |
| Între 10.000-12.000                                                               | 31                | 333.259                                                             |
| Peste 12.000                                                                      | 10                | 158.595                                                             |
| TOTAL                                                                             | 2.861             | 9.695.506                                                           |

În forma republicată în 1981 a legii din 1968, comuna este definită ca: unitatea administrativ-teritorială care cuprinde populația rurală unită prin comunitate de interese și tradiții, fiind alcătuită din unu sau mai multe sate, în funcție de condițiile economice, social-culturale, geografice și demografice. Prin organizarea comunei se asigură dezvoltarea economică, social-culturală și gospodărească a localităților rurale. Satul în care își au sediul organele de conducere ale comunei sunt sate-reședință.